# カザマアヤミ
カザマ アヤミ（8月27日 - ）は、日本の漫画家、イラストレーター。女性。埼玉県出身。2003年（平成15年）に『かさぶたさん』で第2回スクウェア・エニックスマンガ大賞佳作・審査員（結賀さとる）特別賞受賞。夫は漫画家の紺野あずれ。妹は同じく漫画家の来瀬ナオ。一児の母。

## 作品リスト

### 連載作品
- ちょこっとヒメ（月刊ガンガンWING 2006年1月号 - 2009年5月号、ガンガンONLINE 2009年4月23日 - 10月22日）
- 幻燈師シリーズ（月刊少年ブラッド 2006年5月号、10月号、FlexComixブラッド 2007年8月号 - 9月号）
- なきむしステップ（まんがタイムきららフォワード 2008年8月号 - 2010年5月号）
- はつきあい（月刊ガンガンJOKER 2010年1月号 - 2011年1月号）
- せなかぐらし（まんがタイムきららフォワード 2011年2月号 - 2012年12月号）
- ひとりみ葉月さんと。（月刊ガンガンJOKER 2011年6月号 - 2012年8月号）
- 恋愛3次元デビュー（月刊アクション 2013年7月号 - 2014年3月号） - コミックエッセイ。
- 嫁いでもオタクです。（月刊アクション 2015年1月号 - 10月号） - コミックエッセイ。
- 出産の仕方がわからない!（コミックエッセイ劇場） - コミックエッセイ。
- 小林さんちのメイドラゴン エルマのOL日記（月刊アクション 2017年10月号 - ）

### 読切作品
- かさぶたさん（月刊ガンガンWING 2003年10月号）
- その島のお話。（月刊ガンガンWING 2004年5月号）
- 365日猫（ヒメ）!（月刊ガンガンWING 2005年7月号付録 4コマエディション、2005年9月号）
- キミに魅せる空（月刊少年ブラッド 2006年5月号）
- ラストプラトニックブルー（月刊少年ブラッド 2006年10月号）
- なきむしステップ（まんがタイムきららフォワード 2007年Vol.8、2008年4月号）
- ちょこっとヒメ裏（リバース）（月刊ガンガンWING 2007年8月号付録 ちっちゃいガンガンWING）
- ちょこっとヒメ（月刊少年ガンガン 2007年11月号）
- ミースケのこと（月刊ガンガンWING 2007年8月号付録 ちっちゃいガンガンWING）
- 我が家の三大美女（月刊少年ガンガン 2007年10月号）
- 芥川クンの恋は突然に（月刊まんがくらぶオリジナル 2013年1月号）
- バイキング日和（まんがタイムきらら☆マギカ Vol.10 2013年12月号）

### その他小作品
- 虎的な巡と菓奈の漫画（4p小冊子）2011年9月12日
- 「美苑の腹肉も好きだよ」まんがタイム10月号増刊宮原るりコレクション（芳文社）2012年8月16日

### コミックス
日付は発売日。

#### 単著
- ちょこっとヒメ
ガンガンWINGコミックス (1-5)、ガンガンコミックスONLINE (6-7)、スクウェア・エニックス、全7巻
  1. 2006年（平成18年）8月26日 ISBN 978-4-7575-1750-9
  2. 2007年（平成19年）4月27日 ISBN 978-4-7575-2003-5
  3. 2007年（平成19年）10月22日 ISBN 978-4-7575-2142-1
  4. 2008年（平成20年）4月26日 ISBN 978-4-7575-2268-8
  5. 2008年（平成20年）12月27日 ISBN 978-4-7575-2449-1
  6. 2009年（平成21年）6月22日 ISBN 978-4-7575-2586-3
  7. 2009年（平成21年）12月22日 ISBN 978-4-7575-2747-8
- 幻燈師シリーズ-ボクの創る世界-
FlexComiX、ソフトバンククリエイティブ、全1巻
2007年（平成19年）11月25日 ISBN 978-4-7973-4547-6
- なきむしステップ
まんがタイムKRコミックス、芳文社、全2巻
  1. 2008年（平成20年）11月12日 ISBN 978-4-8322-7751-9
  2. 2010年（平成22年）5月12日 ISBN 978-4-8322-7911-7
- はつきあい
ガンガンコミックスJOKER、スクウェア・エニックス、全2巻
  1. 2010年（平成22年）8月21日 ISBN 978-4-7575-2981-6
  2. 2011年（平成23年）5月21日 ISBN 978-4-7575-3147-5
- せなかぐらし
まんがタイムKRコミックス、芳文社、全3巻
  1. 2011年（平成23年）9月12日 ISBN 978-4-8322-4063-6
  2. 2012年（平成24年）3月12日 ISBN 978-4-8322-4125-1
  3. 2012年（平成24年）12月12日 ISBN 978-4-8322-4235-7
- ひとりみ葉月さんと。
ガンガンコミックスJOKER、スクウェア・エニックス、全2巻
  1. 2012年（平成24年）2月22日 ISBN 978-4-7575-3509-1
  2. 2012年（平成24年）9月22日 ISBN 978-4-7575-3737-8
- ひらり、コミックス、新書館、文学百合 オムニバス 星をふたりで
2014年（平成26年）7月30日 ISBN 978-4-403-62181-9
- 小林さんちのメイドラゴン エルマのOL日記（原作：クール教信者）
アクションコミックス、双葉社、既刊10巻
- どこ見てるかバレバレだよ？ カザマアヤミ作品集
アクションコミックス、双葉社

#### アンソロジー（共著）
- ひだまりスケッチ・アンソロジーコミック (3) （芳文社）
「ヒロさんとゆの」 2008年（平成20年）8月27日 ISBN 978-4-8322-7727-4
- ブラコンアンソロジー Liqueur-リキュール（フレックスコミックス）
  1. vol.1「よるとまひる」(1) 2011年（平成23年）4月12日 ISBN 978-4-593-85620-6
  2. vol.2「よるとまひる」(2) 2012年（平成24年）8月11日 ISBN 978-4-593-85682-4
- ピュア百合アンソロジー ひらり、 （新書館）
  1. vol.04「あなたと彩る世界の色」2011年（平成23年）4月23日 ISBN 978-4-403-67104-3
  2. vol.09「健康診断、ふたりきり」2012年（平成24年）11月30日 ISBN 978-4-403-67131-9
  3. vol.10「星をふたりで」2013年（平成25年）3月30日 ISBN 978-4-403-67139-5
  4. vol.11「銀河に広がる世界をふたりで」2013年（平成25年）7月30日 ISBN 978-4-403-67144-9
  5. vol.12「思い出をふたりで」2013年（平成25年）11月30日 ISBN 978-4-403-67149-4
  6. vol.14「真夜中のマーメイド」2014年（平成26年）7月30日 ISBN 978-4-403-67159-3
- ナナとカオル Black Label 初回限定プレミアム同人誌つき豪華版（ジェッツコミックス）別冊アンソロジー（白泉社 2011年（平成23年）6月29日 ISBN 978-4-592-81011-7）
- 魔法少女まどか☆マギカコミックアンソロジー（芳文社）
「マミさんとデート」2011年（平成23年）9月12日 ISBN 978-4-8322-4064-3
- 女子校育ちはなおらない（メディアファクトリー）
「女子高に10年漬かってみたら」2015年（平成27年）1月29日 ISBN 978-4-040-67139-0
- 小林さんちのメイドラゴン公式アンソロジー（双葉社）
第2巻「小林さんとイチャイチャしたい！」2017年（平成29年）3月11日 ISBN 978-4-575-84938-7
第4巻「イルルとお星様」2018年（平成30年）5月11日 ISBN 978-4-575-85150-2
- おそ松さん公式アンソロジーコミック NEET GOING ON！（双葉社）
「6つ子と育児」2018年（平成30年）3月12日ISBN 978-4-575-94523-2
- 本好きの下剋上 ～司書になるためには手段を選んでいられません～ 公式コミックアンソロジー（TOブックス）
第3巻「踊ろう友情の舞!!」2019年（令和元年）12月2日 ISBN 978-4-864-72882-9
- 恥ずかしそうな顔でおっぱい見せてもらいたい 赤面おっぱいアンソロジー（双葉社）
第1巻「最強武器エクスカリバー」2019年（令和元年）5月11日 ISBN 978-4-575-85308-7
第2巻「紫ちゃんのおっぱいセラピー」2019年（令和元年）8月8日 ISBN 978-4-575-85340-7
第3巻「生物部活動中！」2019年（令和元年）11月12日 ISBN 978-4-575-85376-6
第5巻「秘密の教室」2020年（令和2年）7月9日 ISBN 978-4-575-85466-4
第6巻「秘密のデート」2021年（令和3年）3月12日 ISBN 978-4-575-85557-9
第8巻「彼氏が欲しい！」2021年（令和3年）3月12日 ISBN 978-4-575-85666-8
- 恥ずかしそうな顔で年上のお姉さんにおっぱい見せてもらいたい 赤面おっぱいアンソロジー（双葉社）
「先輩は癒したい！」2024年11月14日 ISBN 978-4-575-86021-4

### コミックエッセイ
- 双葉社 恋愛3次元デビュー
月刊アクション 2014年（平成26年）5月20日 ISBN 978-4-5753-0673-6
- KADOKAWA コミックスエッセイ編集部 女子校育ちはなおらない
（アンソロジー）2014年（平成26年）10月31日 ISBN 978-4-04-067139-0
- 双葉社 嫁いでもオタクです。
月刊アクション 2015年（平成27年）10月7日 ISBN 978-4-5753-0947-8
- KADOKAWA 出産の仕方がわからない!
2016年（平成28年）9月22日 ISBN 978-4-04-068650-9

### ドラマCD
- スクエニ4コマ×3オリジナルドラマCD（スクウェア・エニックス）: 2008年2月。「ちょこっとヒメ」「WORKING!!」・「勤しめ! 仁岡先生」を収録し、誌上通販された。
- 「ちょこっとヒメ」（マリン・エンタテインメント）：2008年6月。
  - 初回版 - MMCC-4155、スペシャルコンテンツCD-ROM同梱。
  - 通常版 - MMCC-4156

## イラスト（挿絵）リスト
- 本文イラスト（すぎやまひろゆき『くさる前に抱きしめて』）スクウェア・エニックス・ノベルズ、 2005年3月26日。表紙イラストは藤代健。
- イラスト「ちょこっとヒメ」（『ガンガンONLINE』） 2008年10月2日。
- イラスト「はつきあい」（『ガンガンONLINE』） 2010年8月19日。
- 巻末イラスト「6巻おめでとう」（牛木義隆『夢喰いメリー』第6巻） 2011年2月12日。
- トリビュートイラスト（宮原るり『みそララ』第5巻、イラストカード裏面） 2011年11月7日。
- 応援イラスト1枚：『はぢがーる』CD（みやびあきの）（芳文社）2014年4月24日。
- イラスト1枚：（アンソロジーコミック『小林さんちのメイドラゴン All Stars!』）（双葉社）2021年8月10日[3]。

## その他の作品リスト

### デザイン（小品）
- 手提げ紙バッグ（共作）（「キミに魅せる空」『少年ブラッド』、2005年12月）
- ストラップウォレット（「ちょこっとヒメ」スクウェア・エニックス『月刊ガンガンWING』、2006年）
- テレホンカード（「ちょこっとヒメ」シリーズ）スクウェア・エニックス 2006年 - 2009年
- 携帯ドレスシート（「ちょこっとヒメ」スクウェア・エニックス『月刊ガンガンWING』）2007年
- 図書カード（「ちょこっとヒメ）スクウェア・エニックス 2007年
- ポスター（「ちょこっとヒメ）スクウェア・エニックス 2008年
- ポストカード、クリアファイル（「せなかぐらし1､2」）2011年、2012年
- イラストカード、クリアファイル（「せなかぐらし3」）2012年

### 特別編（版）
- はつきあい 特別編（『ガンガンONLINE』 2010年8月19日）
- はつきあい 出張版（『アキバBlog』 2010年8月24日）
- こどものじかん卒業記念文集（アンソロジー）
「白井先生と付き合いたいので小矢島先生になりたい」2012年12月29日。
- 昌鹿野編集部ざめひょろ本「私のざめひょろなこと」2013年4月25日。
- 「こえでおしごと!」全10巻セットの特典
「こえでおしごと!の薄い本」2013年11月10日｡
- ヤングアニマル22号（白泉社）2014年11月14日
- オタクなお宅訪問!!（『月刊アクション』 1月号 2014年11月25日）
描き下ろし4コマ

## 電子書籍

### 電子書籍版
- 幻燈師シリーズ-ボクの創る世界-　2010年7月9日
- 恋愛3次元デビュー〜30歳オタク漫画家、結婚への道　2014年7月9日
- ちょこっとヒメ　2014年7月18日
- はつきあい　2014年7月18日
- ひとりみ葉月さんと。　2014年7月18日
- 星をふたりで　2015年8月19日

### Kindle版
- なきむしステップ　2014年1月10日
- 恋愛3次元デビュー〜30歳オタク漫画家、結婚への道　2014年6月17日
- ちょこっとヒメ　2014年7月18日
- ひとりみ葉月さんと。　2014年7月18日
- はつきあい　2014年7月18日
- 星をふたりで　2015年5月22日

## 国外版
- ちょこっとヒメ
台湾語（小不點公主）、日中版、タイ語。
- 幻燈師シリーズ-ボクの創る世界-
台湾（中国）語（幻燈師系列ー我創造的世界ー）、韓国語（내가만든세계）、タイ語、英語 (The World I Create)。
- はつきあい
台湾（中国）語（初戀）
- せなかぐらし
台湾（中国）語（超透明同居戀愛）

## 同人誌（イラスト）
- 「うぐいす」2003年（平成15年）12月30日。
- 「コトサラ2」2005年（平成17年）5月5日。
- 「やわらかい雨の日の後日」2005年（平成17年）8月28日。
- 「Mr.365DAY」2006年（平成18年）8月27日。
- 「more sweet chocolate」2008年（平成20年）2月10日。
- 「ユルライン」2009年（平成21年）5月5日。
- 「ナツヤスミノシュクダイ」2009年（平成21年）8月23日。霜月絹鯊との合同本。
- 「センチメートル」2010年（平成22年）8月29日。霜月絹鯊との合同本。
- 「あの冬の雪見温泉で待ってる」comic Zin（DAIさん帝国・著） 2012年（平成24年）8月20日[4]。カザマの他にGUNP、志摩時緒も参加している。
- 「今度の休みは温泉宿で」2012年（平成24年）12月29日
DAIさん帝国発行の同人誌にカラーイラスト1枚。
- 「年下日和」2013年（平成25年）5月5日。霜月絹鯊との合同本。
- 「海でも眺めながら温泉なんてどう？」2013年（平成25年）8月11日
DAIさん帝国発行の同人誌にカラーイラスト1枚。
- 「たのむ妹 俺の彼女になってくれ！」2013年（平成25年）8月18日。

## ラジオ出演
- ラジオ関西「集まれ昌鹿野編集部」2人でゲスト出演 （2012年9月2日）
CD「集まれ昌鹿野大全集13〜術〜」disk2、♯336 に収録。
- Fmラジオ JFN「FACE」生出演 （2014年9月22日）